# Саги (заказник)
Саги — урочище, ландшафтный заказник общегосударственного значения, расположенный на территории Алёшковской городской общины Херсонского района (Херсонская область, Украина). Площадь — 500 га. Находится под контролем государственного предприятия «Степной им. В. М. Виноградова филиал УкрНДИЛГА».

## История
Государственный ландшафтный заказник урочище «Саги» основан постановлением Совета Министров УССР от 28 октября 1974 года № 500 «О создании государственных заказников в Украинской ССР» («Про створення державних заказників в Української РСР»), объявлен постановлением Совета Министров УССР от 19 апреля 1977 года № 198 «О дополнении списка государственных заказников и охранной зоны вокруг Черноморского государственного заповедника и Азово-Сивашского государственного заповедно-охотничьего хозяйства» («Про доповнення списку державних заказників і охоронної зони навкруги Чорноморського державного заповідника і Азово-Сиваського державного заповідно-мисливського господарства»).
Изначально перебывал в введении Нижнеднепровской научно-исследовательской станции засоления песков и виноградарства на песках.

## Описание
Заказник занимает участок песчаного массива Алёшковских песков и расположен между ж/д линии Херсон—Джанкой (возле станции Алёшки) и автодорогой Е97 / Т2206 (участок между городом Алёшки и селом Раденск) — непосредственно южнее посёлка Пойма.

## Природа
Охраняется степной ландшафт в границах Алёшковских песков. Представляет собой участок целинной степи с своеобразным травяным покровом и куртинами природной и искусственной древесной и кустарниковой растительности, между которыми встречаются небольшие озёра. Степная растительность представлена типичными видами: типчак песчаный, пырей, ковыль днепровский, тимьян днепровский, василёк днепровский и другие. Лесные участки сформированы насаждениями из сосны обыкновенной, сосны крымской, берёзы днепровской, ольхи чёрной.
Из животных водятся: косуля, свинья дикая, лисица, заяц, фазан, куропатка и другие. На озёрцах — водоплавающие и водно-болотные птицы.
Встречаются редкие виды, такие как вид ядовитых змей обыкновенная гадюка (Vipera berus), травянистый вид анакамптис болотный (Anacamptis palustris), лишайник цетратия степная (Cetraria steppae)